# Сарі-Джар
Сарі́-Джар (тадж. Сари ҷар) — село у складі Хатлонської області Таджикистану. Входить до складу Даханського джамоату Кулобського району.
Село розташоване на річці Лулобдар'я, у місці її впадіння до Яхсу.
Назва означає над обривом.
Населення — 807 осіб (2010; 799 в 2009).